# Olivier Nzuzi
Olivier Nzuzi Niati Polo (Kinshasa, 16 settembre 1980) è un ex calciatore della Repubblica Democratica del Congo, di ruolo attaccante.

## Caratteristiche tecniche
Ala destra, poteva essere schierato anche come punta centrale.

## Carriera

### Club
Ha giocato per gran parte della propria carriera in Belgio.

### Nazionale
Ha debuttato in Nazionale nel 1997. Ha partecipato, con la Nazionale, alla Coppa d'Africa 2004. Ha collezionato in totale, con la maglia della Nazionale, 5 presenze.